# Che: Guerrilla
Che: Guerilla és una pel·lícula franco-americano-espanyola, dirigida per Steven Soderbergh, estrenada el 2008, i explica una part de la vida real de Che Guevara. És la segona part del díptic Che, continuació de Che: The Argentine. Benicio del Toro, que interpreta el paper de Che Guevara, va obtenir el premi d'interpretació masculina en el 61è festival de Canes.

## Argument
Amb la Revolució cubana, Che Guevara és al cim de la glòria. El 1964, va a Nova York per adreçar-se de forma encesa a l'Organització de les Nacions Unides, per afirmar el seu combat pel "tercer món" de cara a l'omnipotència americana. Esdevé així una figura cèlebre de l'escena internacional. Però desapareix sobtadament. Ningú no sap on es troba. Circulen nombrosos rumors de la seva mort. Però reapareix irrecognoscible a Bolívia, on prepara secretament la Revolució latino-americana amb els seus camarades cubans i alguns bolivians. Aquesta campanya ensenya tota la seva determinació i la seva abnegació. Explica en part el símbol i l'heroi popular que s'ha quedat al fil del temps, el "Che". El fracàs d'aquesta revolució marcarà la seva mort...

## Repartiment
- Benicio Del Toro: Ernesto "Che" Guevara ("Ramon", després "Fernando")
- Franka Potente: "Tania" Tamara Bunke
- Joaquim de Almeida: el president bolivià
- Demián Bichir: Fidel Castro
- Lou Diamond Phillips: Mario Monje
- Carlos Bardem: Moisés
- Kahlil Mendez: Urbano
- Oscar Jaenada: Dano
- Rodrigo Santoro: Raúl Castro
- Julia Ormond: Lisa Howard
- Edgar Ramirez: Ciro Rondon
- Jordi Mollà: el Capità Vargas
- Ruben Ochandiano: Rolando
- Yul Vazquez: Alejandro Ramirez, el cubà que vol venjar el seu oncle
- Aaron Staton: el periodista
- Armando Riesco: Beni
- Marc-André Grondin: Regis Debray
- Monique Curnen: la secretària
- Matt Damon: Schwartz, el sacerdot alemany

## Al voltant de la pel·lícula
- La pel·lícula ha estat presentada íntegrament, o sigui 4 h 15, al Festival de Cannes el 21 de maig de 2008.
- Quan Benicio del Toro va obtenir el Premi d'interpretació masculina a Canes, va saludar la memòria de Che Guevara i ho va fer aplaudir pel públic.
- La pel·lícula és basada en el llibre Records de la guerra revolucionària de Che Guevara.
- El director de fotografia de la pel·lícula es diu Peter Andrews. Es tracta de Steven Soderbergh, que recorre sovint a aquest pseudònim en els crèdits.
- Steven Soderbergh i Benicio del Toro ja s'havien trobat el 2001 a Traffic, on havien rebut respectivament els Oscars al millor director i al millor actor en un segon paper.
- Soderbergh ha volgut des del començament del projecte rodar la pel·lícula completament amb llum natural. Ha utilitzat per això la càmera Red, un nou prototip de càmera digital d'altes prestacions. Gràcies a la seva lleugeresa (4,5 kg), la càmera ha pogutser manejada molt fàcilment i ha ofert grans llibertats a l'equip.
- Mentre la primera part és filmada en Cinemascope (o sigui una ràtio de 2,35:1), la 2a part és rodada en panoràmica (1,85:1). Soderbergh explica aquesta tria, ja que volia que la primera part ensenyés una gran victòria, més èpica, amb una imatge més ampla, mentre que desitjava que la segona part tingués un aspecte més documental, menys refinat, etc.
- Matt Damon apareix breument en aquesta segona part. Té el paper del Sr. Schwartz, un sacerdot alemany que representa els interessos americans a Bolívia. Matt Damon ja ha aparegut en altres pel·lícules del director: Ocean's Eleven (2001), Ocean's Twelve (2004), Ocean's Thirteen (2007), The Informant (2009).
- Cal destacar que la part del Che al Congo és absent en la cronologia del biopic. En efecte, el pressupost estava ja molt limitat per a la producció de les dues pel·lícules i no permetia tractar la revolució que Guevara va intentar portar al Congo, abans d'anar a Bolívia. Steven Soderbergh ha declarat tanmateix que en cas d'èxit del díptic (almenys 100 milions de dòlars de recaptació), podria realitzar una tercera part.[1]
- La pel·lícula ha estat rodada a Espanya i a Bolívia.[2]